# José Ângelo Simioni
José Ângelo Simioni (Lençóis Paulista, 7 de abril de 1942 – Limeira, 9 de outubro de 1983) foi um aviador brasileiro.
Era apaixonado por aviação. Iniciou na terra de seu avô o seu grande sonho, a construção do aeródromo em conjunto com a prefeitura municipal de Lençóis Paulista, que realizou a terraplanagem do terreno, e ali iniciou-se um dos berços da  aviação acrobática e desportiva do Brasil.

“"Uma perda lastimável, nosso pai, nossa mãe na aviação acrobática, no pára-quedismo, na aviação pequena em geral. Não tenho palavras para definir o estado em que nos encontramos, de choque, pela perda do amigo, devido a esse acidente que para nós foi uma surpresa, uma vez que o Simioni voava muito bem. Era um piloto nato e esse tipo de acrobacia que ele fazia com seu T-6, sinceramente, nunca me deu susto em nada. Ele voava com uma perfeição e com uma técnica incomparáveis. Simioni era um autodidata, nunca ninguém o ensinou. Ele aprendeu tudo como um perfeito acrobata e um piloto perfeito em tudo." ”

— relato do Coronel Braga no Jornal Tribuna Lençoense, de 1983.
Após algum tempo do aeroporto já instalado e em pleno funcionamento, o "gordo" Simioni, como era chamado pelos amigos, construiu uma das maiores oficinas de aeronaves da época, e foi revendedor da Cessna no Brasil. 
Inúmeros pára-quedistas que vinham de todos os cantos do Brasil e alguns até do exterior, concentravam-se em todos os finais de semana para saltar dos Beech-bi de Simioni, no aeroporto de Lençóis Paulista. Foi nessa época que nasceu o Circo Aéreo, depois Esquadrilha Oi, iniciado em Lençóis Paulista em 1981. Simioni contava com a presença acrobática de Alberto Bertelli  (o mais lendário piloto brasileiro de acrobacias aéreas de todos os tempos), Coronel Antonio Arthur Braga - o Coronel Braga - que acumulou o maior número de horas voadas em aeronaves North American T-6 em todo o mundo, Carlos Edo (futuro líder do Circo Aéreo), Fernando Almeida, entre outros.
José Ângelo Simioni arrematou da Força Aérea Brasileira, todas as peças e carcaças referentes aos aviões utilizados por ela, como o N/A T-6, Beech-bi, Douglas DC-3, Consolidated PBY-Catalina, e até de alguns caças. Simioni foi considerado o maior incentivador e disseminador de T-6 no Brasil até aquela época.
José Ângelo Simioni faleceu no dia 9 de outubro de 1983, durante uma apresentação com seu North American T-6, PT-KSZ, o inesquecível T-6 de frente xadrez e fuselagem prateada, na cidade de Limeira-SP, interior de São Paulo, durante um show aéreo. Com certeza, essa foi uma das maiores perdas para a aviação acrobática do nosso pais.
Naquele fatídico dia, após já ter realizado uma apresentação, Simioni realizou um segundo voo, juntamente com a piloto Márcia Mammana, que também voava acrobacias. A demonstração transcorria normalmente, mas após uma hammerhead seguida de um snap roll em mergulho, o avião não teve altura suficiente para recuperar, terminando por bater no solo próximo ao estacionamento do aeroporto. Simioni e Márcia faleceram com o impacto. Existem diversas teorias a respeito de quem estava ou não comandando o avião, mas o certo é que não passam de suposições, e ninguém nunca soube ao certo o que ocorreu dentro do cockpit da aeronave naquele momento. Há uma filmagem amadora que pode ser assistida em um vídeo do programa Fantástico, disponível no youtube, e nada ali sugere que houve perda de controle - tão somente faltou altura de recuperação.  